# Цзацзуань
Цзацзуань 杂纂 — оригінальний вид китайської художньої літератури. У широкому сенсі - компіляція-антологія, одна з категорій у китайській традиційній бібліографії.

## Характеристика
Література жанру цзацзуань влучно, образно, жваво і дотепно розповідає про різних життєвих ситуаціях, про вчинки людини, тих внутрішніх спонукань, які керують цими вчинками, про звички і слабкості людей, їх достоїнства і вадах, симпатіях і антипатіях.
Ці вислови цікаві не тільки як своєрідні твори національної літератури, але й як абсолютно особливий жанр художньої прози взагалі. Вони відносяться до найбільш ранніх зразків середньовічної китайської прози, створеним не оповідачами, а літераторами.
Психологія і поведінка людини, його життєвий шлях, прагнення і сенс напрямки шляху завжди посідали особливе місце у свідомості мислителів-філософів. Автор цзацзуань — мислитель-спостерігач, що описує і стежить за внутрішніми і зовнішніми проявами людини і його місце в суспільстві, при чому сам автор висловлює своє ставлення описуючи те, за чим спостерігає або те, що зробило йому особливе враження. Це призвело до створення особливої форми вірша, яка дозволяє найкращим способом зберегти філософську думку і зробити особливі акценти спостереження.

## Будова
Перша частина — заголовок. У ньому автор наводить на певну оцінку спостережуваного. Заголовок — емоційний і афористичний, нерідко він може надавати творові гумористичного відтінку.
Друга частина складається з перерахування положень, ситуацій чи явищ, вчинків, думок, переживань, які викликають реакцію у стороннього спостерігача, у людей, від імені яких говорить автор, або, нарешті біля самого автора.
Слова заголовка не повторюються в другій частині, але саме з ними логічно пов'язані всі подальші перерахування, які є, ніби їхнім продовження.
Ціла група цзацзуань (заголовок та перелік) може нанизуватися в різнопланових і ніби логічно незв'язаних один з одним тем наступних груп.
Несподіванка переходів від одного мотиву до іншого в сусідніх групах висловів поєднується з різноплановістю, а деколи й контрастністю у змісті різних висловів всередині окремо взятої групи цзацзуань.

## Відомі представники
Лі Шан'ін, Ван Цзюньюй, Су Ши, Хуан Юньцзяо, Сюй Шупі, Чень Гаомо, Фан Сюань, Вей Гуанфу та Гу Лу.